# أنيتا وود
أنيتا وود (بالإنجليزية: Anita Wood) هي ممثلة أمريكية، ولدت في 1937 في بيلز في الولايات المتحدة.

## وصلات خارجية
- أنيتا وود على موقع IMDb (الإنجليزية)
- أنيتا وود على موقع ميوزك برينز (الإنجليزية)